# 亞瑟斯通
亞瑟斯通（Atherstone，/ˈæðərstən/）是英格蘭沃里克郡的一個城鎮和民政教區，位於沃里克郡的北部，據斯塔福德郡之一4.5英里。這裡的歷史起源自羅馬時代。當地的擲球遊戲非常有名。
1. ↑  .   [23 December 2015]. （原始内容存档于2015-12-23）.